# 고욤나무
고욤나무(Diospyros lotus, date plum 또는 Caucasian persimmon)는 한국·중국·일본 등지에 분포하는 낙엽활엽교목이다. 지역에 따라 고염나무로도 불린다.

## 생태
높이는 15m 정도로 작은 가지에는 회색 털이 있으나 차차 없어진다. 잎은 어긋나고 타원형으로 끝이 급히 좁아져 뾰족하다. 꽃은 2가화로서 암수가 딴 그루인데, 6월에 연한 녹색으로 피고 새 가지 밑부분의 잎겨드랑이에 달린다. 수꽃은 2~3개씩 한 군데에 달리고 수술이 16개이며, 암꽃은 꽃밥이 없는 8개의 수술과 1개의 암술로 되어 있다.
10월에 둥근 장과가 황색 또는 암자색으로 익는데, 덜 익은 열매를 따 저장하였다가 익으면 먹기도 한다. 열매의 외형에 따라 여러 가지 품종으로 나뉘며, 생약의 군천자(君遷子)는 이 열매를 말린 것인데, 한방에서는 소갈·번열증 등에 사용한다. 과실에는 타닌이 들어 있다. 씨를 뿌려서 난 고욤나무는 감나무 접목 때 대목(臺木) 용도로도 널리 쓰이며, 목재는 기구재로 쓴다.

## 사진

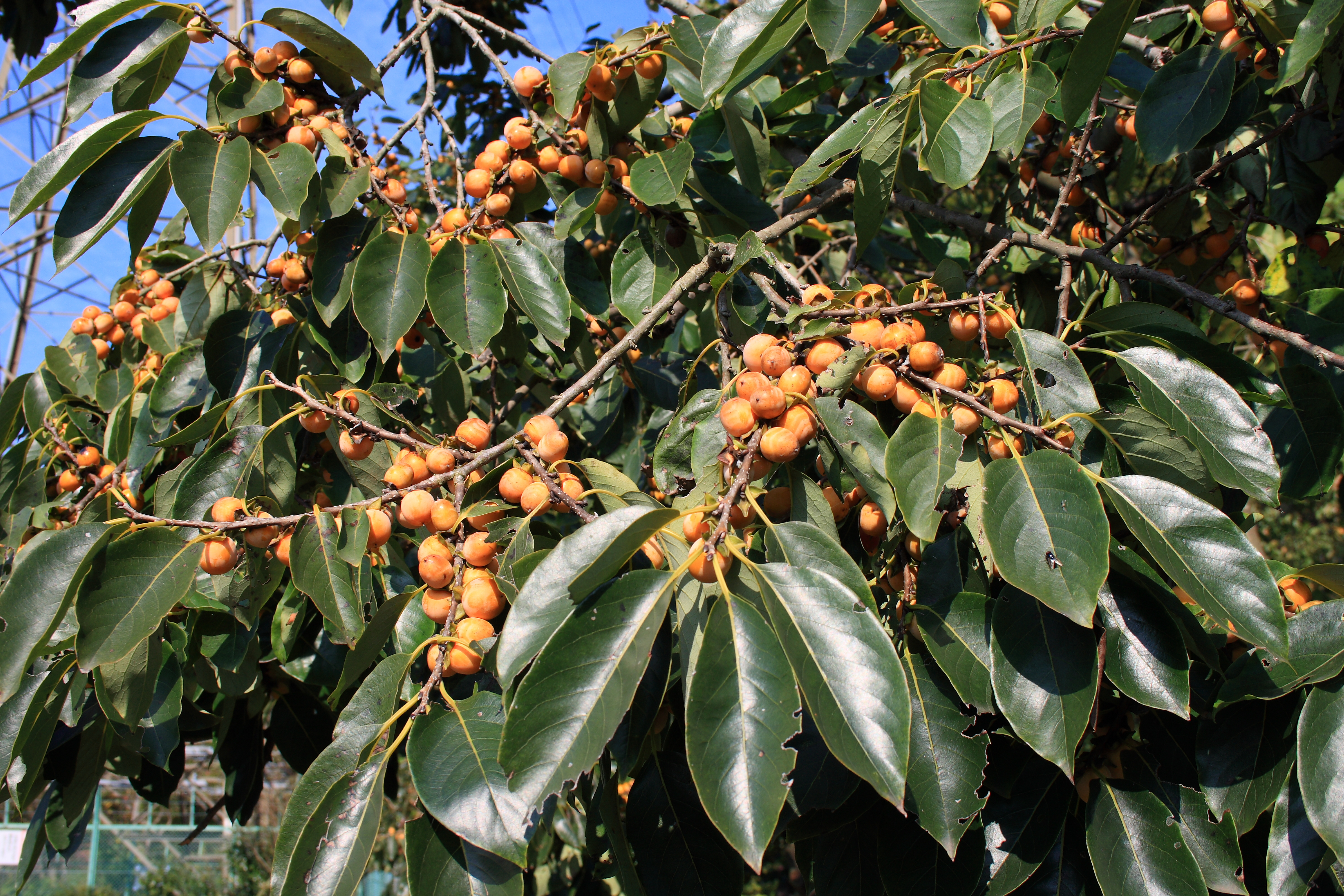
고욤나무 1
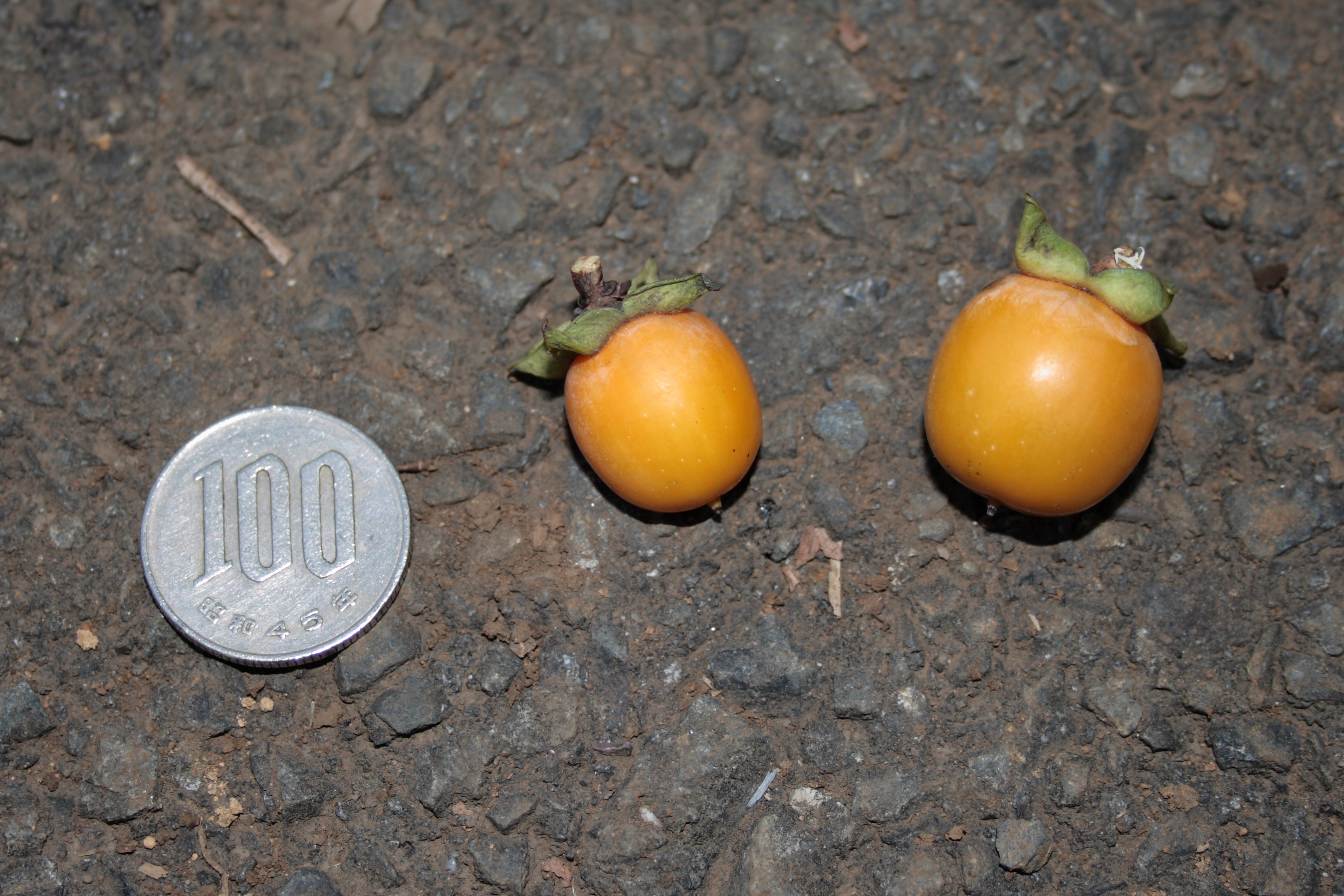
고욤나무 2
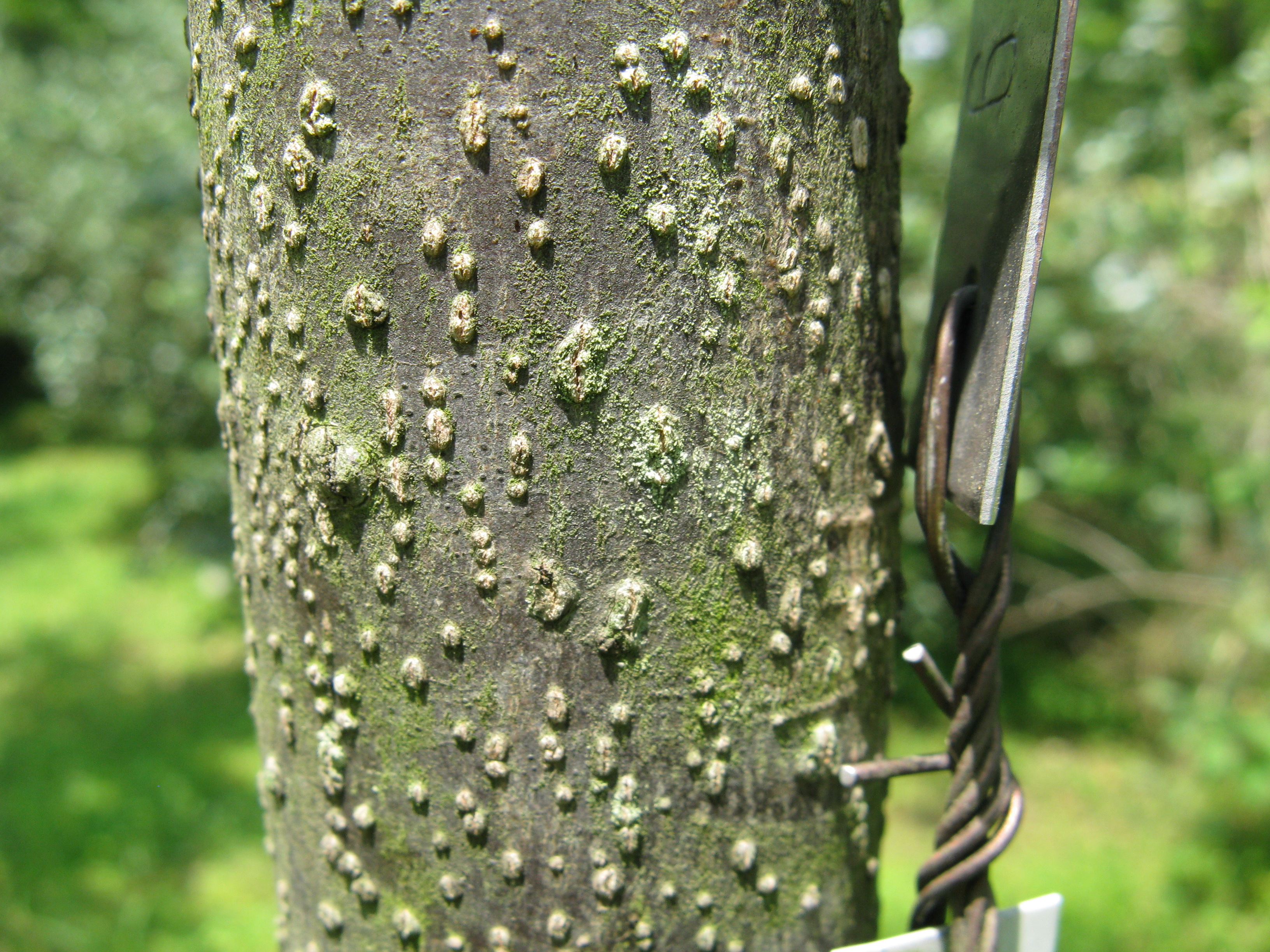
고욤나무 1
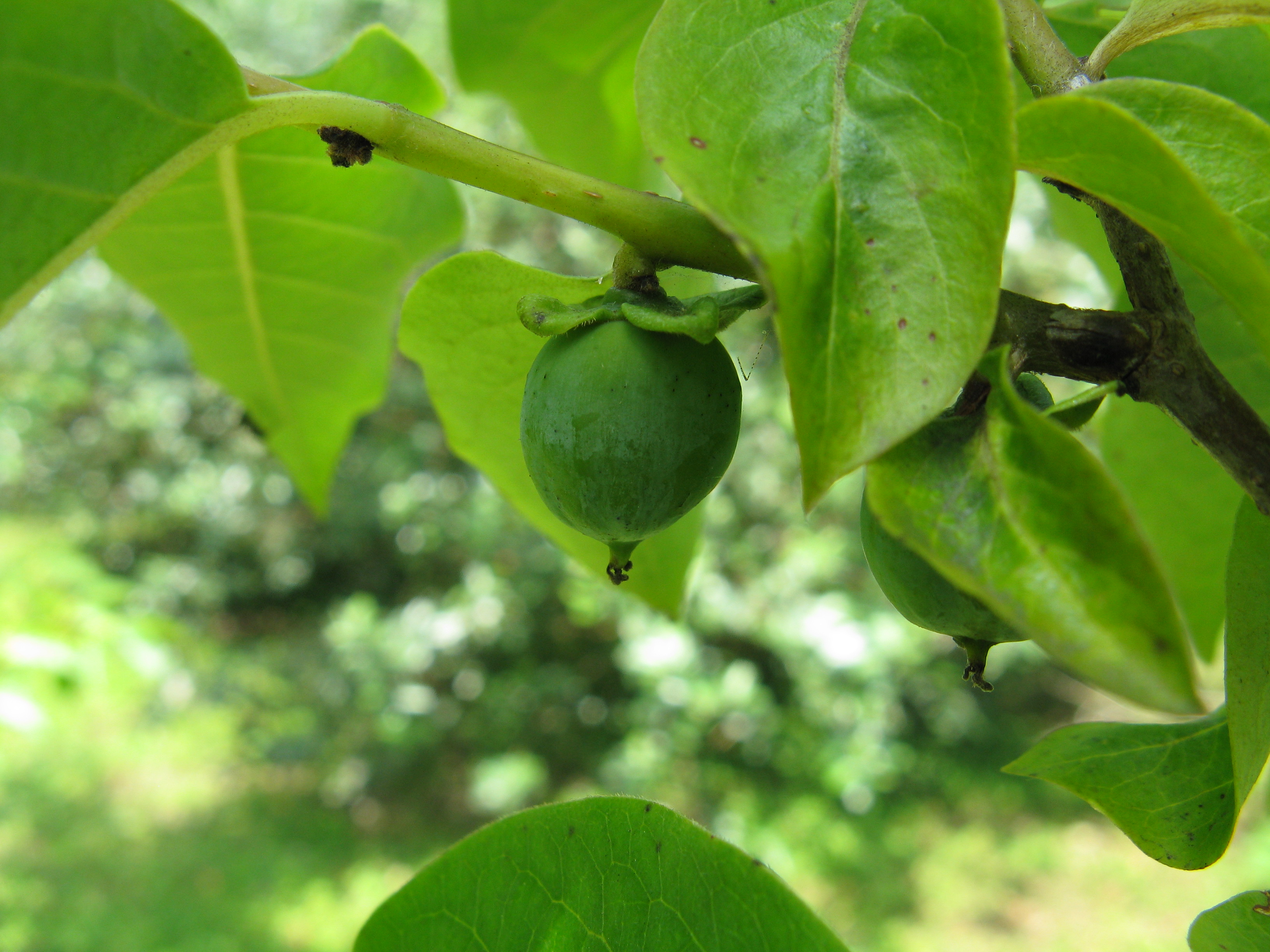
고욤나무 2

## 같이 보기
- 감나무

## 참고 문헌
- 이 문서에는 다음커뮤니케이션(현 카카오)에서 GFDL 또는 CC-SA 라이선스로 배포한 글로벌 세계대백과사전의 내용을 기초로 작성된 글이 포함되어 있습니다.